# パチパラシリーズ
「パチパラシリーズ」は、アイレムが発売しているパチンコシミュレータ（パチンコゲーム）のシリーズ名。ナンバリングタイトルは現在17作。11作目までは、「三洋パチンコパラダイス」というタイトルだったが、12作目から「パチパラ」に名称を変更した。
アイレムソフトウェアエンジニアリングと企業提携しているパチンコメーカー三洋物産のパチンコシリーズ、「海物語シリーズ」を主に収録している。7作目までは時折ストーリーモードを収録しつつも普通のパチンコシミュレータだったが、8作目からのPlayStation 2版では、本格的なゲームモード「パチプロ風雲録」を収録し、ボリュームの幅を広げた。

## シリーズ一覧

### PlayStation
三洋パチンコパラダイス『CR海物語』S5と『CR冒険島』、ストーリーモード「ドキドキパチンコ物語」を収録。1999年7月29日より発売。
ゲームアーカイブスは2007年10月10日に配信開始。レーティングはCERO：A（全年齢対象）。
三洋パチンコパラダイス2 〜海物語スペシャル〜『CR海物語』と3、3R、6を収録。1999年11月18日より発売。
ゲームアーカイブスは2007年10月10日に配信開始。レーティングはCERO：A（全年齢対象）。
三洋パチンコパラダイス3 〜わんわん大行進〜『CRわんわんパラダイス』SK、SE、S5を収録。2000年3月9日より発売。
ゲームアーカイブスは2007年11月14日に配信開始。レーティングはCERO：A（全年齢対象）。
三洋パチンコパラダイス4 〜寿司屋だ源さん〜『CR寿司屋の大将』P7、L3、M8と源さんを主人公としたストーリーモードを収録。2000年10月12日より発売。
ゲームアーカイブスは2007年11月14日に配信開始。レーティングはCERO：A（全年齢対象）。
三洋パチンコパラダイス5 〜ウキウキ大漁旗〜『CRウキウキフィッシング』M3、L5、L7を収録。2001年5月10日より発売。
ゲームアーカイブスは2007年8月30日に配信開始。レーティングはCERO：A（全年齢対象）。
新装開店!!わんわん海物語 〜三洋パチンコパラダイスDX〜『CR海物語』3RA、3RB、6A、6BとCR『わんわんパラダイス』SKAを収録。
2001年10月25日より発売。ゲームアーカイブスは2007年8月30日に配信開始。レーティングはCERO：A（全年齢対象）。

### PlayStation 2
三洋パチンコパラダイス6 〜ギンパニ大水族館〜『CRギンギラパニック』L5、L6、M7を収録。2001年6月28日より発売。
三洋パチンコパラダイス7 〜江戸っ子源さん〜『CR江戸っ子源さん』L7とM6を収録。2002年6月27日より発売。
三洋パチンコパラダイス8 〜新海物語〜『CR新海物語』M27、「パチプロ風雲録」を収録。2003年3月27日より発売。レーティングはCERO：A（全年齢対象）。
三洋パチンコパラダイス9 〜新海おかわりっ!〜『CR新海物語』M56とL52、「パチプロ風雲録2 ～千手観音の謎～」を収録。2003年11月6日より発売。レーティングはCERO：B（12才以上対象）。
三洋パチンコパラダイス10 〜源さん おかえりっ!〜『CR大工の源さん』M56とM3、「パチプロ風雲録外伝 ～バツイチ店長奮闘記～」を収録。2004年5月27日より発売。レーティングはCERO：A（全年齢対象）。
三洋パチンコパラダイス11 〜新海とさらば銀玉の狼〜『CR新海物語』M6ZとM8Z、「パチプロ風雲録3 ～さらば銀玉の狼～」を収録。2005年2月24日より発売。レーティングはCERO：B（12才以上対象）。
パチパラ12 〜大海と夏の思い出〜『CR大海物語』M56とM2、「パチプロ風雲録4 ～銀玉殺人事件～」を収録。2005年12月15日より発売。レーティングはCERO：C（15才以上対象）。
パチパラ13 〜スーパー海とパチプロ風雲録〜『CRスーパー海物語』M55WとM55X、「パチプロ風雲録5 ～青春編～」を収録。2006年10月26日より発売。レーティングはCERO：D（17才以上対象）。
パチパラ14 〜風と雲とスーパー海 IN 沖縄〜『CRスーパー海物語 IN 沖縄』MTAとSAD、「パチプロ風雲録6 ～情熱編～」を収録。2007年7月26日より発売。レーティングはCERO：C（15才以上対象）。

### PlayStation 3
パチパラDL ハイパー海 IN カリブ『CRハイパー海物語 IN カリブ』MTAとMTBを収録。ダウンロード専売。2008年7月2日より配信。レーティングはCERO：A（全年齢対象）。
パチパラ15 〜スーパー海 IN 沖縄2〜『CRスーパー海物語 IN 沖縄2』MTMS、MTGS、SAHS、SAKSを収録。2010年3月25日より発売・配信。また、有料追加コンテンツとして『CRスーパー海物語 IN 沖縄 桜バージョン』（『CRスーパー海物語 IN 沖縄』2MSNS、MSPS、LSRS）を収録。2010年4月27日より配信。PlayStation Networkを介して最大4人までのオンライン対戦ができる。PlayStation Home内、銀玉人情商店街と連動。レーティングはCERO：B（12才以上対象）。
パチパラ16 〜ギンギラパラダイス2〜『CRギンギラパラダイス2』MKFを収録。2010年11月25日より発売・配信。また、有料追加コンテンツとして『CRギンギラパラダイス2 パワーバージョン＆遊パチ』（『CRギンギラパラダイス2』LLDとLSC）を収録。2010年12月16日より配信。PlayStation Networkを介して最大4人までのオンライン対戦ができる。PlayStation Home内、銀玉人情商店街と連動。レーティングはCERO：B（12才以上対象）。
パチパラ17 〜CR新海物語 With アグネス・ラム〜『CR新海物語 With アグネス・ラム』MTMとMTLを収録。2011年2月24日より発売・配信。また、有料追加コンテンツとして『CR新海物語 With アグネス・ラム ライト＆遊パチ』（『CR新海物語 With アグネス・ラム』MSHとSAG）を収録。PlayStation Networkを介して最大4人までのオンライン対戦ができる。レーティングはCERO：B（12才以上対象）。

### PlayStation Portable
パチパラSLOT 〜パチスロスーパー海物語 IN 沖縄〜『パチスロスーパー海物語 IN 沖縄』を収録。2011年5月26日発売・配信。また、追加コンテンツとして『パチスロスーパー海物語』を収録。レーティングはCERO：B（12才以上対象）。
パチパラSLOT+ パチスロ大工の源さん〜いくぜっ!炎の源祭編〜『パチスロ大工の源さん 〜いくぜっ!炎の源祭編〜』を収録。2013年1月24日発売・配信。レーティングはCERO：B（12才以上対象）。

### ニンテンドー3DS
パチパラ3D プレミアム海物語 〜夢見る乙女とパチンコ王決定戦〜
『CRプレミアム海物語』LTLとMTH、「らぶ・エクスチェンジ」（パチンコ屋で出会った3人の女性とコミュニケーションを介して、彼女達の夢を叶える手伝いをするという内容）を収録。2011年11月24日発売。レーティングはCERO：B（12才以上対象）。
パチパラ3D 大海物語2 〜パチプロ風雲録・花 希望と裏切りの学園生活〜
『CR大海物語2』MTE、「パチプロ風雲録・花 〜希望と裏切りの学園生活〜」、「アイレム名作コレクションVol.1」（ゲームボーイ版『R-TYPE』など4作品）を収録。2012年5月17日発売。レーティングはCERO：B（12才以上対象）。
パチパラ3D 大海物語2 With アグネス・ラム 〜パチプロ風雲録・花 消されたライセンス〜
『CRA大海物語2 With アグネス・ラム』、「パチプロ風雲録・花 〜消されたライセンス〜」、「アイレム名作コレクションVol.2」（ゲームボーイ版『R-TYPEII』など4作品）を収録。2012年9月6日発売。レーティングはCERO：C（15才以上対象）。
パチパラ3D デラックス海物語 〜パチプロ風雲録・花 孤島の勝負師たち〜
『CRデラックス海物語』HMBとMMC、「パチプロ風雲録・花 〜孤島の勝負師たち〜」、「アイレム名作コレクションVol.3」を収録。2013年2月7日発売。レーティングはCERO：B（12才以上対象）。

### Windows
CRわんわんパラダイス『CRわんわんパラダイス』SK、SEを収録。Windows 98、Windows 95に対応。2001年10月25日より発売。
CR寿司屋の大将『CR寿司屋の大将』P7とL3を収録。Windows Me、Windows 98、Windows 95に対応。2001年10月25日より発売。
CR海物語『CR海物語』3Rと6を収録。Windows XP、Windows Me、Windows 98、Windows 95に対応。2002年より発売。
わんわん海物語 〜パチパラPC DX〜『CR海物語』3Rと『CRわんわんパラダイス』SKを収録。Windows XP、Windows Me、Windows 98、Windows 95に対応。2002年2月27日より発売。

## パチプロ風雲録
『三洋パチンコパラダイス8 〜新海物語〜』から始まったストーリーモード。内容はパチンコを扱っているにもかかわらず、アクションアドベンチャーやロールプレイングゲームの要素を含み、ストーリーも複雑な人間関係や登場人物の死。裏で渦巻く陰謀などを描く、パチンコゲームの域に留まらない内容となっている。尚、作品によってはパチプロ風雲録以外のストーリーモードも存在する。
作品によって異なるが他にも
- 出玉を通貨として扱う（『3』以外）
- パチンコでは必殺技が存在し、上手く使えば勝負を有利に進められる（『2』以降）
- 主人公は男女選択可能でそれぞれ発生するイベントが異なる（『4』以降）
- 恋愛ゲーム要素があり、恋愛対象キャラが多い
- アイレム作品の例に漏れずイベント選択肢が豊富（『4』以降）
- 服装、髪型から表情、歩き方、髭、化粧まで細かくカスタマイズできる上にそれらの種類も豊富（『4』以降）
- 自分の部屋を好きに模様替え出来る
- 満腹度、健康度、清潔度、運、修羅場度と言ったパラメータが設定されている。主人公の行動で変化し、パチンコにも影響する（『5』以降）
- 免許を取って車に乗れる。車も種類も豊富で、中には最早車ですらない『R-TYPE』や『ポンコツ浪漫大活劇バンピートロット』の機体も存在する（『5』以降）
- 作品によってはレースゲーム、釣りゲーム、野球ゲーム、チンチロリン、乗馬などのミニゲームもある
- 時には推理や演劇と言ったパチンコに全く関係無い要素も盛り込まれている

といった特徴があり、パチンコゲームとしては類を見ない自由度を誇るゲームとなっている。ただしこれらの要素は「パチンコゲームでもしっかり楽しんでもらう」というコンセプトの元、開発されている。プロデューサーの九条一馬は、友人がパチンコゲームをプレイしていた際、ハンドルの強さをセットした後「しばらくやることないから」とビデオ鑑賞を始めた事にショックを受けた事が製作のきっかけだったと語っている。また、九条は4Gamer.netとのインタビューの中で、物語や世界を表現するための手法は絶体絶命都市シリーズや『ポンコツ浪漫大活劇バンピートロット』と同じものを使っているため、似たところがあると話している。
PlayStation 3版以降、「パチプロ風雲録」は収録されていなかったが、ニンテンドー3DS用ソフト『パチパラ3D 大海物語2 〜パチプロ風雲録・花 希望と裏切りの学園生活〜』に約5年ぶりの新作「パチプロ風雲録・花 〜希望と裏切りの学園生活〜」が収録された。続編も2作発売されたがジャンルはRPGからアドベンチャーに変更され、旧シリーズとは上記の特徴の殆どが共通していない。

### シリーズ作品
パチプロ風雲録
『三洋パチンコパラダイス8 〜新海物語〜』に収録。パチンコ店が3つある「パチパラ町」と呼ばれる一つの町を舞台に、主人公「銀玉の狼」の父の死の謎を追うストーリー。画面は見下ろし型で、キャラクターはデフォルメされた2頭身で描かれる（イベントシーンはキャラの立ち絵や顔グラフィックが表示される）。続編を意識しており、物語は未完のままエンディングを迎える。ヒロイン候補のうち、誰と親密になったかでエンディングが変化する（これは『3』まで続く）。
この時点ではステータスや必殺技などは無く、行動範囲が自室とパチンコ店内のみと自由度は低いが、部屋の模様替えや恋愛ゲーム要素は既に盛り込まれている。
パチプロ風雲録2 〜千手観音の謎〜
『三洋パチンコパラダイス9 〜新海おかわりっ!〜』に収録。前回の続きで、殺された父の仇を追って新たな街「新海町」でストーリーが展開する。今回はパチンコ店以外に食堂と神社にも移動可能になり、新たに腹具合のステータスと必殺技が追加されたことで、運のみならず戦法も重要になった。舞台が移動した為、一部を除く登場人物が一新され、新しいヒロインも5人登場する。
パチプロ風雲録外伝 ～バツイチ店長奮闘記～
『三洋パチンコパラダイス10 〜源さん おかえりっ!〜』に収録。従来とは異なるパチンコ店経営シミュレーションとボードゲームを足した内容で、ストーリーは本編とは独立した内容であり、主人公も別人である。過去作に登場したパチプロやオーナーが再登場し、雇ったりライバルとして対戦する事になる。ヒロイン達も再登場するが、一従業員扱いなので恋愛はできない。
パチプロ風雲録3 〜さらば銀玉の狼〜
『三洋パチンコパラダイス11 〜新海とさらば銀玉の狼〜』に収録。「銀玉の狼」編の完結編で、黒幕と決着をつけるべく「パチパラ町」に舞い戻った「銀玉の狼」の最後の戦いを描く。一作目のパチパラ町を再び舞台とするが、パチンコ店は銀玉会館以外は入れ替わっており、前作同様に食堂と神社に行ける他、文房具屋、スナックなどの別のスポットも登場した。今作ではパチンコのハンドルを切り替えたり、自室以外にも庭の模様替えが出来たりと、カスタマイズの幅も広がった。シリーズで唯一、所持金の概念が導入されており、金欠にも気を付ける必要が出た。
ストーリー分岐によって主人公の立場が大きく変わり、従来通りの展開以外にも、「外伝のように自分のパチンコ店を発展させる」「敵側に就いて悪の道に走る」と言ったルートにも分岐可能と、自由度の高い内容となった。ヒロインは新キャラクターの3人を加え、今までに登場した8人を加えた全11人が攻略可能となっている。
パチプロ風雲録4 〜銀玉殺人事件〜
『パチパラ12 〜大海と夏の思い出〜』に収録。殺人事件に巻き込まれた主人公が、真犯人を探す内容。時代設定を昭和の高度経済成長に近い時期に移し、登場人物や舞台を一新している。探偵要素を盛り込んだ事で『絶体絶命都市2』に存在したものと似た推理コマンドが登場している。本作は推理ゲーム色が強く、パチンコ要素が特に少ない作品となっている。ストーリー中にパチンコを強制されることも殆どなく、ラストボスも存在しない。明確に次の目的地が指定される事は少なく、文字通り自分の足で歩きまわって情報を集め、推理を組み立てて行く内容である。
この作品から画面が3D視点となり、キャラクターも等身大になっている。それに伴い、世界観も前作までと比較して現実に近いものとなった。主人公は性別が選択可能になり、恋愛対象キャラも女性だけはなく男性も登場した。『ポンコツ浪漫大活劇バンピートロット』と酷似したシステムとなっており、広いマップの自由な探索や、服装や髪型など様々なカスタマイズが可能となった。一方、恋愛対象キャラに応じたエンディングの変化は廃止されている。
パチプロ風雲録5 〜青春編〜
『パチパラ13 〜スーパー海とパチプロ風雲録〜』に収録。高校を卒業したばかりで就職も進学も決まっていない主人公が、同級生の頼みから初めてパチンコを打った事からパチプロの道を歩み出し、成長していく姿を描く。時代設定は異なり、旧作との明確な繋がりは無いが旧作のキャラも僅かに登場する。
ゲームシステムは『4』をベースとしているが、カスタマイズアイテムを始め、多くの要素が拡充されており、自由度が飛躍的に向上している。主人公のパラメーターも腹具合以外に運、鋭さ、清潔度など細かく設定され、性格も選択肢で変化するようになった。ストーリーも強豪パチプロとの戦いやパチンコ大会など、パチンコゲームらしい展開も盛り込んでいる。対戦可能なパチプロや恋愛対象キャラも大幅に増加した。また、セーブは自室でなくとも、セーブポイント（本作はタンポポ。次回作はヒマワリ）のある場所ならいつでも可能となった。
パチプロ風雲録6 〜情熱編〜
『パチパラ14 〜風と雲とスーパー海 IN 沖縄〜』に収録。前作のクリア直後から4年後が舞台で、主人公も前作と同一人物である。数々の勝負を経て、名うてのパチプロとなった主人公の新たな物語を描く。前作の高い自由度を継承しつつ、システムの改良や要素の追加がなされている。同じ町を舞台とするものの町の構造や建物の状況に変化が生じていたり、再登場する前作の登場人物は立場や人間関係が変わっていたりと、年月の経過を感じさせるものとなっている。
パチプロ風雲録・花 〜希望と裏切りの学園生活〜
『パチパラ3D 大海物語2 〜パチプロ風雲録・花 希望と裏切りの学園生活〜』に収録。パチプロである父親に憧れ、自らもパチプロを目指すヒロインをプレイヤーが導いて行く内容。RPGではなくヒロイン育成ゲームである。旧作よりも「らぶ・エクスチェンジ」の流れを汲む内容であり、画面は同じく2Dタイプの絵で、同作のキャラクターも登場する。但し、ストーリーに沿って進む内容やパチプロ必殺技、奇抜な選択肢など旧作の要素も継承している。
パチプロ風雲録・花 〜消されたライセンス〜
『パチパラ3D 大海物語2 With アグネス・ラム 〜パチプロ風雲録・花 消されたライセンス〜』に収録。前作の2年後が舞台で、前作でプレイヤーに育成されたヒロイン自身を主人公の1人に据えている。画面は前作と同じく2Dタイプの絵だが、絵柄は旧作のものに回帰している。今作は主人公2人を交互に操作し、物語を進めていくことになる。
パチプロ風雲録・花 〜孤島の勝負師たち〜
『パチパラ3D デラックス海物語 〜パチプロ風雲録・花 孤島の勝負師たち〜』に収録。主人公は1人に戻ったが、登場人物（ほぼパチプロ）が多くなっている。ちなみに12人のパチプロは全員名前に干支の動物の名前が使われている。

#### 風雲録以外のストーリーモード
ドキドキパチンコ物語 ～めざせ!!パチンコ選手権～
『三洋パチンコパラダイス』に収録。大学生の青年が主人公で、パチンカーの三姉妹から修行を受けつつ腕を磨き、パチンコ店を次々と閉店に追い込むパチンコ界のドンの横暴を止めるのが目的。三姉妹から出される課題をこなし、パチンコ店に赴いて台を打ちながら進めていく。
ストーリーモード（寿司屋の大将）
『三洋パチンコパラダイス4 ～寿司屋だ源さん～』に収録。タイトルは存在せず、「ストーリーモード」とのみ呼称される。収録台である『寿司屋の大将』の設定に基づき、腰を痛めた源八に代わって寿司屋「すし源」を切り盛りする羽目になった源さんが町のトラブルを解決していく。『大工の源さん』の外伝的ストーリーだが、他の作品とは特に繋がっていない。
らぶ・エクスチェンジ
『パチパラ3D プレミアム海物語 〜夢見る乙女とパチンコ王決定戦〜』に収録。三人のヒロインの夢を叶える手伝いをする恋愛シミュレーションゲーム。パチプロ風雲録とはジャンルが異なっているが、後の花シリーズとは世界観を共有している。

### システム
本シリーズは主人公を操作してマップを探索し、ストーリーを進めていく。NPCに話し掛けて情報を集める、持ち玉を使って景品交換（買い物）を行う、などでゲームを進行させる、一般的なRPGと同じ体裁を取っている。RPGの戦闘に当たる要素として、パチプロとのパチンコ勝負が存在する。
『3』までは操作可能範囲は基本的にパチンコ店内（『3』はその周辺も含む）のみで、全体マップから行先を選ぶ形だった。『4』からは3Dで表現された街を自由に歩き回る事ができる。また、パチプロとの勝負は『3』まではストーリー中に発生する勝負のみだったが、『4』からはパチプロに話しかけて任意に勝負を挑むことが可能になった。
実戦攻略
モード外と同様、目標を目指してパチンコを打つ実戦攻略。パチプロ風雲録内のパチンコ店で台を打つと始まる。制限時間以内に目標玉までの到達を目指す。終了時の残り玉が目標値を上回っていれば攻略成功となり、当時開催されていたプレゼント企画に応募するためのパスワードが表示される。パチンコ台の状態を考慮してどの台で打つのかを決めるのも通常と同様。モード外と同じ条件のため大当たり確率は現実同様で、必殺技は使えないが『2』『3』ではおみくじでラッキー台を占ったり、『3』ではハンドルを切り替えることで特殊効果を得ることもできる。『5』からは各種パラメーターも影響し、必殺技も使用可能になった。
『1』〜『3』ではその店の店員として働くヒロインが案内を担当する。『3』では一店につき複数の店員がいるため、誰に案内してもらうか選択可能。『4』からは作中キャラによる案内は無くなった。
パチンコ勝負
敵パチプロと一定時間内での出玉獲得数を競う。時間内に先に目標出玉数に達する、または時間切れ時に出玉数が多い場合は勝利となる（同数だった場合は主人公の負け）。持ち玉が無くなった者も即座に敗北となる。『1』では完全に運任せだが、『2』以降は必殺技やステータスと言った要素が絡み、運だけではなく戦略・戦法を求められる勝負となった。但し、いずれの作品でも実戦攻略に比べて大当たりの確率が高くなっているため、現実ほどは時間は掛からない。
バトルロイヤル
『5』から登場した要素。4人か8人のパチプロが同時にパチンコを打ち、一定時間毎に出玉数が最も少ない参加者が脱落。最後に残った者を優勝者とする。難易度が高く、時間も掛かるがその分見返りは大きい。(修羅場ポイントが多くもらえたり、賞金もたくさん貰える。)。但し、勝負中の出玉は貰えない。
図柄バトル
『らぶ・エクスチェンジ』から登場した要素。液晶図柄で役を揃え、その点数を競うというポーカーのようなものになっている。図柄の回転が止まった際に中段ラインの真ん中に止まった図柄が3DSの下画面にある宝箱に落ちていき、その図柄を使ってペア・ステップ・フラッシュなどの役を揃えていく。宝箱の開け閉めでいらない図柄を弾き、高得点の役を狙うことができる。

玉
文字通り、パチンコで使用する銀玉。実戦攻略やパチンコ勝負で獲得した出玉、及び終了時に残った玉は持ち出すことが可能で、景品交換にいつでも使用できる。景品交換所以外の商店でも使用するため、玉＝金銭と捉えることも可能。但し、現金も存在し、実戦攻略時はパッキーカードを購入してパチンコを打つ。『1』『2』では実戦攻略の度に1万円が支給されるが、『3』では主人公の所持金が消費されるため、連日限界まで打つことはできない（但し、ルートによっては限度額の1万円以上が毎朝手渡される）。パチンコ勝負では勝負毎に決められた数の玉が支給される。
『4』以降は玉が通貨となり、現金やパッキーカードは存在しなくなった。実戦攻略も所持玉をそのまま使用して行うため、玉が尽きればパチンコが打てなくなる（釣りやパチンコ勝負などの別の手段で稼ぐ必要がある）。『6』では実戦攻略に挑戦しても所持玉が減らない。
恋愛
作中に登場する恋愛対象キャラとの恋愛イベント。好感度を上げ、親密になったキャラとは最終的に同棲する事が可能。作品にもよるが絶体絶命都市シリーズの後発作と異なり、男性キャラとの恋愛も可能。
『3』までは親密になったキャラに応じてエンディングが変化する。『4』からは恋愛によるエンディング分岐は無く、ストーリーそのものには影響しない要素となっている。
対象キャラに話しかけ、会話やイベントを進行させる事で親密になっていく。途中、選択肢を選んだり、アイテムを渡す必要もあり、それに応じて好感度が変動する。基本的に一つのイベントを起こせるのは一日に一回。進行させる為には翌日以降に再び話しかければ良い。但し、キャラによってはこの例に当てはまらない者も存在する（パチンコ勝負で勝つ事が条件、など）。恋人同士になるほど親密になったキャラとは同棲する事も可能。
『4』からは合コンイベントが用意され、異性キャラと親睦を深めるチャンスが増えた。『5』『6』では合コンの幅が広がり、更にはデートイベントも用意された。行き先やそこでの行動もプレイヤーの自由に行える。『4』までは条件を満たしたキャラは向こうから告白に来たが、『5』『6』では条件を満たしつつデート中に主人公が告白しなければならない。また、『5』『6』には性別に関係なく恋愛が可能なキャラが存在し、ごく一部には同性でしか恋愛不可のキャラもいる。
自室
主人公の拠点となる部屋を借りる事が出来る。初期段階では無料で小屋や安アパートなど小さな部屋が借りられるが、より良い部屋を借りるには玉を稼いで鍵を購入しなければならない。
自分の部屋には好きにオブジェクトを配置する事が出来る。小物、壁掛け、家具、寝具、照明、敷物など非常に豊富なアイテムが存在する。質素な部屋にするも、豪華な部屋にするも、奇怪な物だらけのシュールな部屋にするもプレイヤーの自由である。大きな部屋ほど多くのアイテムを配置する事が出来る。アイテムによっては座ったり、電気をつけたり、揺らしたりすることが出来るものもある。
『3』までは主観視点で部屋を眺める形だったが、『4』からは実際に歩き回る事が可能になった。また、『4』のみインテリア以外のアイテム（装備品や釣り竿など）も飾る事が出来る。
パチプロ必殺技
『2』から登場。必殺技ゲージを消費し、通常では有り得ない現象を引き起こす。使用すれば運だけに頼らない勝負を展開できる。ゲージはパチンコを打つ事で時間と共に上昇し、ゲージが溜まる早さは腹具合によって異なる。
『2』『3』ではリーチ時の大当たり確率を上げる「銀狼咆哮弾」が使用可能。『4』からは「銀狼咆哮弾」は無くなったが、様々な技が会得可能になった。主にパチプロに勝つ事で新しい技を会得する。スタートチェッカーを一定時間開放する、賞玉を倍増させる、敵の玉のスピードを落とす、確実に大当たりを出す、などと言ったように必殺技によって効果が異なる。
主人公選択
『4』から可能。主人公を男性か女性から選択する。大筋のストーリーそのものは同一だが、発生するイベントや選択肢、キャラクターの反応に変化が生じ、手に入る装備品も変わる。恋愛対象キャラも主人公によって全く異なった面々となる（一部、共通のキャラはいる）。
カスタマイズ
『4』から可能。主人公の外見を自由に変更できる。服装、髪型はもちろん、『5』『6』では立ち振る舞い、表情までが変更可能である。また、男性主人公なら髭を生やす、女性主人公なら化粧をする事も可能。
パラメーター
腹具合は『2』から、残りは『5』から登場。
腹具合
主人公の空腹がどれほど満たされているか。腹ぺこ→腹へり→腹八分→満腹→大満腹の順番。時間と共に減少し、食事を取れば増える。『2』『3』ではパチンコ店に行く前のみ、食堂で一日一回の食事が可能。『3』のみ食事代は現金で払う。『4』以降は各飲食店で自由に食事ができるほか、食料アイテムを持ち歩いて使用することもできる。
必殺技ゲージの上昇速度や大当たり確率など、パチンコを打つコンディションに影響する。『5』『6』では満腹以上よりも腹八分が最も良いコンディションとなる。
腹下しになってしまうと必殺技ゲージが全く溜まらないという状態に陥ってしまう。自然治癒では治らず、胃腸薬を飲むか治療してもらう事で回復する。
『4』からは腹具合が通常時にも影響し、腹へり以下では移動速度が遅くなる。『5』『6』では腹ぺこにならない限り移動速度は低下しないが、逆に大満腹にまでなると腹部が出っ張った恰好になってしまう。
運
その名の通り、大当たりを引く確率。この数値が多いほど大当たりを引きやすい。あくまで確率に影響するため、このパラメーターの大小が勝敗に直結する訳ではないが、多ければそれだけ勝率が上がるので、勝負に挑む際は上げておくに越したことは無い。
時間が経つと基本値に近付く。基本値は他のパラメーターを総合的に見て判定される。マップ間を移動するとランダムで微量に変動する。強い必殺技が無い序盤はマップ移動を繰り返して運を上げるのが望ましい。
『4』には運のパラメーターは無いものの、主人公の普段の行いが大当たり確率に影響することがある。確率は善行を積めば上がり、悪行を行ったりルールを破ると下がる。
修羅場度
所謂、経験値。どれだけの修羅場を潜ってきたかを示す。厳しい条件の勝負やバトルロイヤルを経験すれば多く上昇する。上記の運の基本値に影響。
健康
主人公の体の状態を示す。基本的に普通に食事を取っていれば高い数値を維持できる。偏った食生活を送ったり食事を取らなかったりするとどんどん低下し、運に直接的に影響してしまう。
清潔度
主人公の体がどれほど清潔かを示す。時間と共に減少し、シャワーを浴びるか銭湯に行くと増加する。良い部屋には浴室が付いているため、借りればいつでも清潔度が回復可能となる。
『4』にも銭湯が存在するが、清潔度の概念は無いので入ってもゲーム上のメリットは無い。

### 舞台
パチパラ町 / 八原町（やはらちょう）
『2』以外の全作品に登場。『4』まではパチパラ町と呼ばれていたが、『4』作中にて「八原町」が正式名称で「パチパラ町」は愛称だと判明し、『5』『6』では「八原町」としか呼ばれない。『1』 - 『3』の時点では「銀玉会館」、「ノルソル」、「ジャジャ・アモーレ」、「トロピカーナ」、「エンパイア」など複数のパチンコ店が存在したが、『4』以降は銀玉会館のみとなっている。『1』では自宅とパチンコ店しか移動できないが、『3』では食堂、神社、洞窟、墓地が存在し、銀玉会館に隣接して文房具屋、たばこ屋、スナックもある。『4』では木造の住宅や庶民的な店の立ち並ぶ昭和の香りが漂うレトロな街並み。『5』『6』では時代が進んで道路が整備され、賑やかな商店街や駅のある街並みに変化している。『3』『5』『6』には八原神社（『3』ではパチパラ神社）が存在する。
銀玉会館
八原町に常に建つパチンコ店で、元々は『三洋パチンコパラダイス4』のストーリーモードに登場した店。作品毎に設定が異なり、『1』・『3』ではヒロインの一人である橘あおいの実家の老舗パチンコ店。『4』では野々山春子が夫亡き後に一人で切り盛りしているという設定に。そして『5』・『6』ではゴッドハンドルの異名を持つ犬山泰造（『2』に登場した人物だが設定が異なる）が店長を務めている。花シリーズにも登場する。
『1』では年季の入った小さな店だが、実は地下に闇パチンコ店「ダークヘブン」が存在している。主人公の活躍で壊滅したものの、取り壊す資金が無いために『3』でも地下はそのままになっている。
八原高校
『5』『6』に登場。主人公である椎名銀次と村瀬杏子の出身校。『5』では校舎に自由に出入り可能だが体育館には入れない。『6』ではプールが新たに設置されており、校舎に入れなくなったが体育館とプールに入れるようになった。裏手には墓地がある。

新海町（しんうみちょう）
『2』の舞台となる海に面した町。名前は『CR新海物語』から。小さなウエスタン風のパチンコ店「パチンコひなげし」、ギリシャ神殿様式の「パーラー・アフロディーテ」、安土桃山時代の城のような「パチンコ下克上」の三店が建つ。パチンコ店だけではなく、新海食堂と新海神社にも訪れる事ができる。
風雲町（ふううんちょう）
『外伝』に登場。様々なパチンコ店が覇権争いを繰り広げており、プレイヤーはその中に身を投じる事となる。
大海町（おおうみちょう）
『4』に登場。中流階級的な住宅街が広がる。公園ではラジオ体操や盆踊りが開催されている。パチンコ店「ベリーラッキー」が建つ。名前は『CR大海物語』から。
出玉町（でだまちょう）
『4』 - 『6』に登場。高層ビルが立ち並ぶビジネス街。『4』では非合法のパチンコ店「シルバームーン」が、『5』・『6』には大型パチンコ店「出玉ロワイヤル」が存在する。尚、『4』と『5』『6』では時代の違いか町並みが全く異なっている。
塚内町（つかないちょう）
『5』『6』に登場。昭和の雰囲気を残す小さな港町で、『4』のパチパラ町に近い。名前が不運そうだと指摘されているが、実際に作中ではこの町に住む登場人物は不運に見舞われる。『5』ヒロインの桜子の実家である自動車工場もここにある。プレハブ小屋を利用したパチンコ店「パーラー塚内」が存在する。『6』では養鶏場跡に劇団あさがおの練習場がある。
天釘町（てんくぎちょう）
『5』『6』に登場。出玉町と駅を挟んだ反対側に位置する。ショッピングモールや歓楽街が存在し、パチンコ店は「デルキング」と言う店がある。
山乃上（やまのうえ）
『5』に登場。その名の通り山の上に存在し、大きな温泉旅館が建っている。にもかかわらず何故か高速道路を利用しなければ行く事が出来ない。
シルバームーン号
『6』に登場する豪華客船。大きなパチンコ勝負もここで行われる。エンディングで一度爆発・炎上するが、エンディング後には修復されて再び乗船可能になっている。

## 「パチプロ風雲録」の登場キャラクター

### パチプロ風雲録
須藤 真幸
声：相原優也
主人公。父親である天狼のシゲの仇を探す為にパチプロとなり、あてのない旅をしてる。「銀玉の狼」の通り名を持つ。ふと立ち寄ったパチパラ町にて地元パチンコ店を守る為に大手パチンコチェーン店ジャジャ・アモーレの刺客達と戦う事となる。パチプロ四天王を下し、遂には柿崎竜也にも勝利するも、彼の遺した言葉の通りに調べた銀玉会館にて本性を現した藤堂と対峙。死闘の末に勝利を収めるが「千手観音」という手掛かりを得たのみであり、同棲中のヒロインに別れを告げてパチパラ町を旅立っていった。
以降も『3』までは主人公を務め、『5』・『6』にも凄腕のパチプロとして登場する。後の主人公の椎名銀次や村瀬杏子に比べるとキャラクターの性格付けがされており、選択肢も後発作ほど奇抜なものは少ない。
『3』までは名前入力画面で漢字が使えない為、このデフォルト名もゲーム中では平仮名で「すどう まさゆき」と表示される。漢字表記が明らかになったのは後発作から。名前は同じだが、『絶体絶命都市』の主人公とは関係無い（所謂スター・システム）。
橘 あおい
声：八代美奈子
リボンが特徴的なメインヒロイン。21歳。老舗パチンコ店「銀玉会館」の看板娘。元々は父が店長を務めていたが、両親の死後、後任の店長である藤堂の養子となった。優しい性格で、ジャジャ・アモーレに客を取られたり妨害を受けたことで苦しい生活を送りながらも、両親の遺した店を守ろうと健気に働いている。
政
声：若宮涼
トビウオの政の呼び名を持つパチプロ。23歳。通称・トビ政。しかしパチンコの腕はからっきしで、主人公に敗れて以降は勝手に弟子入りして付きまとう。お調子者だが憎めないところがあり、今作以降も主人公をサポートする。
藤堂 英二郎
声：滝脇邦夫
銀玉会館の店長。あおいの養父であり、彼女に「おじいちゃん」と慕われている温厚な老人。71歳。
その正体は闇パチンコ界を仕切る首領であり、あおいの両親を殺害した張本人。銀玉会館の地下で経営している裏パチンコ場「ダークヘブン」で利益を貪り、いずれは全国のパチンコ界を牛耳る事を目論んでいる。あおいの両親を殺害したのも、ダークヘブンの隠れ蓑とするべく銀玉会館を奪う為であった。天狼のシゲとは同志だったが、純粋すぎるシゲを邪魔だと感じていた。最後はダークヘブンに乗り込んできた須藤に敗れ、千手観音の情報を残して絶命する。『1』のラストボス。『外伝』での必殺技は秘技昇り竜。
結城 はるか
声：しまだかおり（『1』） / 熊坂明子（『3』）
ヒロインの一人。聖シルバーホール女学院の3年生で、大衆向けパチンコ店「ノルソル」のアルバイト。18歳。ミーハーで子供っぽい性格だが、子供っぽく思われることを気にしている様子。『3』ではノルソルが潰れたことでバイトも辞めていたが、ヴィーナス三号店が開店すると今度はそこで働き始める。
安田 富夫
声：桔梗貴博（『1』） / 麻生智久（『3』）
ノルソルの店長。強面でサングラスを着用と、ヤクザのような外見だが実際は小心者で頼りない男。41歳。銀玉会館に続いて自身の店もジャジャ・アモーレに客を取られ、妨害も受けるようになるが、須藤が刺客を蹴散らしたことで彼を応援するようになる。『3』ではノルソルが潰れたことで食堂を営んでいる。『外伝』での必殺技は人生苦楽打ち。
島津 なぎさ
声：唯川みき
ヒロインの一人。大手パチンコチェーン店「ジャジャ・アモーレ」のサブマネージャー。27歳。眼鏡を掛けた知的美人。普段は冷たい印象があるが、好きだと感じたら燃え上がる情熱的な一面も。
柿崎 竜也
声：山本知信
ジャジャ・アモーレの店長であり、グループの総帥。29歳。「イナズマの竜」の通り名を持つ。まだ若いが、全国制覇の野望を抱いており、目的の為なら手段を選ばない。パチプロ四天王のリーダーで「疾風の竜」の通り名を持つ柿崎竜二は実の弟である。天狼のシゲの最後の弟子だったが、シゲの死を目にし、「パチプロは力」という意識を高く持つようになり、闇の勢力に対抗する力を付けるべく自身も非情なやり口に手を染めていた。当初はシゲの仇と思われていたが、須藤に敗北すると真実を話した矢先に中川に狙撃されて死亡する。しかし後に『3』にて生存が判明する。『外伝』での必殺技はさみだれ無情打ち。
実は孤児院に莫大な寄付をしており、子供達からは尊敬される存在だった。
ケン
流れのパチプロで、特にどこの勢力にも属していない。その打ち方から“流れ鷹”の通り名で呼ばれる。ジャジャ・アモーレで主人公と出会い、腕試しをしたいと勝負を挑んでくる。パチンコ界の情報に強く、行き詰った主人公に情報を提供してくれる。『3』にも銀玉の狼の友人として登場する。

### パチプロ風雲録2〜千手観音の謎
須藤 真幸
声：ヤマモトヒロフミ
主人公。「銀玉の狼」と呼ばれる名うてのパチプロ。前作から引き続き父親の仇を探し、あてのない旅を続けている。千手観音の噂だけを頼りに新海町にやってきた。今作から必殺技として「銀狼咆哮弾」が使えるようになっている。
伊達 ひかる
声：並木のり子
勝気でおてんばなメインヒロイン。19歳。「パチンコひなげし」の店長である伊達勇作の一人娘。豪快な父親を誇りに思っている。パチンコの腕前は父親譲りでなかなかのもの。
政
声：中井将貴
トビウオの政の呼び名を持つパチプロ。23歳。通称・トビ政。主人公とのパチンコ勝負で敗北して以来、押しかけ舎弟としてまとわりついている。自称銀玉の狼の一番の弟子。銀玉の狼の噂を耳にして、新海町へやってきた。必殺技は使えない。
伊達 勇作
声：松本保典
「パチンコひなげし」の店長で伊達ひかるの父親。51歳。元は凄腕のパチプロであったが、妻の死をきっかけに引退している。
シンディ 吉岡
声：尾形聡子
ヒロイン候補。高校卒業まで西海岸に住んでいた金髪で青い瞳の女性。23歳。日本の文化、パチンコに興味を持ち、パチンコ店「アフロディーテ」で働いている。本名は吉岡しおり。
小早川 やよい
声：桃森すもも
ヒロイン候補。社会勉強のためパチンコ店「下克上」で働く女の子。21歳。あまり体が丈夫ではなく、ショックを受けるとすぐ倒れそうになる。
鳳 朱美
声：古山あゆみ
凄腕のパチプロとして知られている美女。28歳(?)。元パチプロ四天王の一人だが前作で須藤に敗北して以来、肩書きを捨てた一人のパチプロとしてパチンコを打っている。今作ではヒロイン候補に昇格しており、『3』までの三部作の中では唯一漢字表記の名前を持つヒロインとなっている。エンディング後は新海食堂のおばちゃんに代わって料理の腕をふるっている。
春日 みさき
声：岡村紀央美
ヒロイン候補。新海神社で働く、とぼけた雰囲気の巫女。18歳。仕事帰りに「下克上」へパチンコを打ちに行くのが日課。旧三部作のヒロインでは唯一後期シリーズにも登場する。
シャルル 白石
声：麻生智久
「パーラーアフロディーテ」の店長。48歳。やせぎすで尖った高い鼻が特徴。嫌味で強欲な性格をしている。
黒田玄右衛門武明
声：高宮武郎
「パチンコ下克上」の店長。46歳。物事に対する思慮が足りず、力押しと勢いで実行する事が多い。
オケラの清六
声：岩渕貴志
「銀玉の狼」を名乗る偽者。実際、パチンコの実力は皆無。惑わしのカズの舎弟で、パチンコ勝負でピンチに陥るとカズの裏工作に頼る。
惑わしのカズ
声：川原慶久
「トビウオの政」を名乗る偽者。パチンコ勝負するよりも、裏工作するほうを好む、卑劣な男。オケラの清六の兄貴分。
食堂のおばちゃん
新海食堂の店主。幅広いレパートリーを持ち、優しい人柄から新海町の人々に慕われている。55歳。
しかしその正体は極悪非道のパチプロ「千手観音の麗子」であり、須藤が新海町まで探し求めて来た「千手観音」その人である。新海町の覇権争いを裏で操っていた黒幕でもある。須藤に敗北すると中川に撃たれ、仇の名を言い残して息を引き取る。『2』のラストボス。必殺技は千手観音夢幻地獄。

### パチプロ風雲録外伝〜バツイチ店長奮闘記
風雲 太郎
主人公。32歳。一見、冴えないサラリーマンだが、パチンコの腕前はプロ顔負け。会社の倒産に離婚と立て続けに不幸に見舞われるが、ばあちゃん店長の計らいでパチンコ店オーナーに就任する。
ばあちゃん店長
風雲太郎の通うパチンコ店のオーナー兼店長。72歳。その人柄から「ばあちゃん」と慕われている。主人公の唯一の味方で、失職と離婚に見舞われていた主人公をパチンコ店オーナーとして再出発させた。
主人公の妻
風雲太郎の幼馴染で、彼の就職を機に結婚した。31歳。普段から夫のパチンコにのめり込む様を快く思っていなかったが、失職の際に不満が爆発し、離婚届を叩きつけて地元に帰ってしまった。しかし何かと夫のことは気にしている様子。本作では彼女を取り戻すという大目標があるため、歴代ヒロインとの恋愛は不可能となっている。
相馬 ゆかり
月初め、月終わりに登場するナビゲーター。正体不明で、19歳ということ以外は何も分からない謎の人物。風雲町におきる出来事の司会役（政曰く「神様」）で、主人公の物語に絡む事も無い。実戦攻略の案内役も担当。

### パチプロ風雲録3〜さらば銀玉の狼
今作では『1』『2』に登場したヒロイン候補が全員再登場し、攻略可能となっている。
須藤 真幸声：ヤマモトヒロフミ
主人公。「銀玉の狼」と呼ばれる名うてのパチプロ。千手観音との戦い後、父親の仇を探して再びパチパラ町へやって来た。政からの手紙により、パチパラ町の墓地へと向かう。その後次々と立ちはだかるパチプロ八部衆を倒しつつカイザーの正体を探っていく。ストーリーの途中で、あおいの店の立て直しに協力するルート、なぎさの誘いに乗ってヴィーナスの支店の店長になるルート、中川の下について悪の道に走るルートに分岐するが、どのルートに進んでも最終的にあおい達のもとへ戻り協力することになる。カイザーの正体と自分の父親を殺害した黒幕の正体をつきとめるが、後日黒幕とのパチンコ勝負へ向かう途中、中川に脅迫された政に背中を刺され傷を負ってしまう。
傷を負った状態で勝負を挑み、黒幕との激闘の末、ついに仇を討ち果たした。
橘 あおい
声：小林恵美
『1』から再登場のメインヒロイン。ダークヘブンの事件の後は銀玉会館の店長となり、日夜奮闘している。今作では借金に苦しんでいた真田しのぶを従業員として雇っている。
物語冒頭にて、ヴィーナスグループの差し向けたトラックに突っ込まれて店を半壊させられたため、丁度パチパラ町に戻って来た主人公に助力を求める。エンディングの中にはあおいの願いを聞き入れて戦いを放棄し、彼女と駆け落ちするものもある（公式サイトのトップにある新聞記事はその流れと読み取れる内容となっている）。
政
声：中井将貴
「トビウオの政」の呼び名を持つパチプロ。通称・トビ政。パチンコの腕は相変わらず芳しくない模様。妻の出産のため病院にいたが、主人公からの手紙を見て、急ぎパチパラ町の墓地へと駆けつける。無事子どもが産まれ、一児の父となった。
終盤、中川からの接触により主人公に対して妙によそよそしい態度をとりはじめ、その後中川から脅迫され思い悩み、黒幕との勝負へ向かう主人公の背中を刺した。
島津 なぎさ
声：赤井路子
『1』から再登場のヒロイン候補。柿崎竜也亡き後に自らヴィーナスグループを興し、会長としてグループを急成長させているがそのやり口は強引且つ、背後には怪しい影も見え隠れする。カイザーに対抗するためと言って、主人公をヴィーナス3号店の経営者にスカウトする。
牝豹
声：黒河奈美
中川の部下だが、必ずしも忠実ではない。別名パチプロハンター牝豹。パチプロを嫌悪しており、倒したパチプロ五百人という凄腕の持ち主。必殺技はパンサークロウ。
謎の男
声：渡邊正幸
目深に被った帽子にトレンチコート、顔に包帯を巻いており素性がわからない謎の男。主人公と政に手紙を送った張本人で、手紙を見て墓地へとやって来た二人に銀玉会館の危機を告げる。その正体はかつてパチプロ界制圧を目論み主人公と戦った柿崎竜也であり、聖地で主人公とあおいの危機を救うも、秘伝書の力で強化された中川によって倒される。
中川
声：大橋佳野人
「空蝉の中川」の異名を持つ、長身でがっしりした男。33歳。かつてパチパラ町、新海町での抗争を裏から操っていたカイザーの部下。今回もパチンコ界を制覇せんと暗躍し、島津なぎさの下で動く裏で八部衆も操り、更には主人公をも仲間に引き込もうと接触を図る。必殺技は天上天下唯我独尊。
ケン
声：川島章吾
「流れ鷹」の通り名を持つパチプロ。銀玉の狼の友人。25歳。自由奔放な打ち筋でパチンコ界を渡り歩いており、パチンコ界の情報にも詳しい。必殺技は天空鷹落とし。終盤でパチプロ八部衆の一人として主人公の前に立ちはだかり、勝負を挑むが敗北。実は元々カイザーの命で各地の情報を探るスパイであり、最初から主人公を監視するために近付いていた。カイザーの意を受けたとする中川の行動に疑問を抱いていた様子。
真田 しのぶ
声：藤井佑実子
ヒロイン候補。未亡人。29歳。夫の残した借金返済のために昼は銀玉会館、夜はその裏手にあるスナックで働いている。
島津 なつき
声：阿澄佳奈
ヒロイン候補。島津なぎさの妹で、姉が店長を勤める高級パチンコ店「トロピカーナ」の店員。21歳。明るい性格の人気者だがドジで、姉に憧れている。
安田 ほのか
声：藤本教子
ヒロイン候補。安田富夫の姪で、やすだ食堂でアルバイトをしている。19歳。食堂の人気を支える看板娘。
さちこ（デフォルト名）
声：阿澄佳奈
トビ政の一人娘。トビ政たっての頼みで、銀玉の狼が名付け親となる。

### パチプロ風雲録4〜銀玉殺人事件
須藤 真幸 (男) /村瀬 杏子 (女)）
声：ヤマモトヒロフミ（須藤）/坂戸こまつな（村瀬）
主人公。男女共に22歳。修行のために全国を旅して回っているさすらいのパチプロ。たまたまパチパラ町（別名・八原町）へやって来たが、雨宿りのために｢銀玉会館｣へ足を踏み入れたところ事件の濡れ衣を着せられ、解決のために色々な町へと足を運ぶ。男性主人公のデフォルト名、声優は前作までの主人公「銀玉の狼」と同じだが設定は共有していない。
前作までの「銀玉の狼」と違って振る舞いや発言の多くは選択肢に委ねられる。但し、次回作以降と比較すると選択肢以外の台詞も相応に存在する。
須藤は襟の大きな青いワイシャツと白いズボン。村瀬は花柄でピンクのワンピースという双方ともラフな格好が初期装備となっている。
白石 紀子
声：小林恵美
メインヒロインであり、男主人公の恋愛対象キャラ。事件の被害者の1人で、血塗れで倒れていた19歳の大学生。事件のショックで記憶を失っており、退院後は銀玉会館で働き始める。大人しい性格だが、顔色の悪さ故に「幸薄そう」と言われる事もあり、本人も気にしている。母親は貿易会社の社長だが、父親は離婚して家を出ている。
母に隠れて父の行方を探っており、大学の夏休みを利用して父が居ると思しきパチパラ町を訪れていた。銀玉会館で雨宿りをしていた際に新川と遭遇し、相手を強盗と間違えて有り金を渡そうとしたが怒った新川に突き飛ばされた事で頭を打ち、記憶を失った。実は銀玉会館で働くうちに記憶が戻っていたが、殺人事件の関係者の中に父らしき人物が居たと言う事実から、真相が明かされる事を恐れて記憶喪失の振りをしていた。しかし主人公が重要な証拠を手に入れる様子を目撃した事で精神的に追い詰められ、遂には誘拐を装った自作自演で主人公を騙し討ちし、証拠品を奪うという行為に出てしまう。それが本当に父の為なのかという葛藤から、主人公に問い詰められた際にはすぐに全てを告白し、証拠品を返したが、その行動は最後まで咎められなかった。
井原 治郎
声：緒方賢一
パチパラ町で診療所を営む医師。頭を打った紀子の治療をした。町人からの信頼も厚い。
実は新川と岩田を殺害した張本人である。強硬な立ち退き工作を仕掛けていた新川からパチパラ町を守るべく、住人と共謀して新川を殺害。しかし偶然、紀子が現場となった銀玉会館を訪れた為、心中に見せかけようとしたが今度は主人公が現れた為に一時的に彼（彼女）に罪を着せて警察の捜査を攪乱しようとした。一時はそれで誤魔化せたかに見えたが、今度は岩田自身が殺人事件の真相をネタに強請って来たため、再び住人と共謀して岩田を殺害した。最後は主人公に「事件は町の住民達の共犯だった」と突き止められると、自身が首謀者である事と事件の全貌を自白し、片山に手錠を掛けさせて逮捕されていった。明言はされないが去り際の台詞から、紀子の父親であることが暗示されている。
野々山 春子
声：七海入歌
銀玉会館の店長。夫亡き後に一人で店を切り盛りしている。早とちりしやすい性格で、主人公を殺人犯として通報した張本人。後に退院した紀子をアルバイトに雇う。実は首謀者である井原の共犯者であり、新川が殺害された時も当然その場にいた。主人公という想定外の人物の出現に伴い、敢えて何も知らない振りをして通報する形で主人公に一時的に罪を着せていた。しかし自身を含め、殺人の実行犯である井原と串カツ屋を除く住民達の罪が問われる事は無かった。
片山 昭吾
声：小田久史
パチパラ商店街の交番に勤務する若い警官。24歳。実直で正義感が強い。基本的には人が良くて温厚だが頑固な面も見られる。｢本官｣や「 - であります」という口癖が特徴的であり、他のメンバーより渋い性格をしているが、意外とシャイらしく、合コンのセッティングはするものの緊張して須藤に参加を求めてくると言った一面も。女主人公の恋愛対象キャラであり、村瀬が主人公の場合は最初の事件以来彼女に惚れた様子を見せ、何かと役に立とうと申し出てくる。一人称は「本官」。
美沢 ゆき
声：山川琴美
パチパラの隣町・大海町の大型パチンコ店｢ベリーラッキー｣の店員の1人。18歳。男主人公の恋愛対象キャラ。主人公が須藤の場合は殺人犯と誤解されるため、追い掛けて誤解を解く必要がある。子供っぽい性格で、客に対してタメ口を利く事もしばしば。村瀬が主人公の場合は合コンに誘ってくる。
黒崎 竜介声：ヤスヒロ
｢ベリーラッキー｣の店員。23歳。ゆきの同僚であり、また先輩でもある。プロのボクサーを目指して、練習に明け暮れる。ある時期からは大海公園でボクシングの練習を始める。ベリーラッキーの常連であり親友だった柳田が首吊り死体で発見された際には、自殺ではなく他殺だと主人公に訴える。女主人公の恋愛対象キャラである。
桂木 綾
声：松下こみな
非合法のパチンコ店｢シルバームーン｣の敏腕マネージャー。27歳。
気が強く、主人公が村瀬だと何度も勝負を申し込まれるライバルでもある。男主人公の恋愛対象キャラだが、須藤でプレイ中はシルバームーンで彼女と会う前に合コンで出会ったり、紀子やゆきと同棲すると彼女とパチンコ勝負が出来なくなってしまう。
朝倉 徹
声：渡邊正幸
大企業の御曹司で、社会勉強のために出玉町の高級中華料理店｢竜玉楼｣で案内係として働いている。しかし、その割には常に椅子に座って本を読んでいる。かなりの世間知らずで、本人も自分の無知さにコンプレックスを抱いている様子。合コンの際は庶民的な店を選ぶ事が多い。女主人公の恋愛対象キャラ。21歳。
三上 孝夫
声：前田俊文
本庁の捜査一課に勤務する刑事で、階級は警部。片山に殺人犯として疑われていた主人公を釈放する。その後も次々と起こる殺人事件を捜査し、主人公とは互いに情報を出し合う。
食通の渡会
声：大橋隆昌
各地の料理店を渡り歩くグルメ評論家。彼が紹介した店はたちまち有名になるほど強い影響力を持つ。
その正体は土地ブローカーの岩田広道。住人の立ち退き工作など汚れ仕事を手下の人間に行わせて自身は手を汚さず、これまでも強引なやり口で土地を奪い取って来た。地価の高騰しているパチパラ町の土地を狙い、部下の新川を使って悪質な立ち退き工作を行わせる一方、自身は食通の渡会として他人の振りをしつつその様子を見物していた。新川が殺害された後も渡会を装って各所に現れるが、裏では殺人に手を染めるなどで暗躍していた。しかし最後は殺人事件の真相をネタにパチパラ町の脅迫に掛かったため、井原達に殺害された。
加納 早苗
大海病院に勤務する医師。紀子の主治医となる。真面目な性格で、腕も優秀なため患者からも信頼されている。本作での出番は僅かだが、公式サイトのQ&Aには「加納早苗と恋愛できますか？」という質問があり、それに答えるように次回作『5』では設定を変えつつ恋愛可能なキャラとして登場する。
新川 直樹
銀玉会館にて紀子と共に倒れていた人物。鋭利な刃物で刺され、死亡していた。その正体は岩田の部下のチンピラで、パチパラ町に脅迫めいた立ち退き工作を行っていた。追い詰められた住人達に銀玉会館におびき寄せられた際に紀子と遭遇し、彼女を土地の権利書の受け渡し人と誤解して話しかけるも状況が飲み込めない紀子に怒り、突き飛ばして彼女が記憶を失う原因を作った。その後、井原率いる住人達に襲われ、殺害される。

### パチプロ風雲録5〜青春篇
椎名 銀次（男）/村瀬 杏子（女）
声：川島章吾（椎名）/坂戸こまつな（村瀬）
主人公。18歳。八原高校を卒業したばかりの少年と少女。卒業式を迎えても就職も進学も決まらず途方に暮れている時に、桜子にパチンコ勝負をするよう頼まれパチプロの世界に足を踏み入れる。高校では寮生活であり、本来であれば住む場所のあても無い状態だった（母親には就職が決まったと嘘を吐いていた）。女性主人公は前作と名前、声優が同じだが設定は全く異なる。ゲーム開始当初は制服姿だが、初日にて桜子にイメージイラストで描かれている普段着が貰える。椎名は前釦を外して白いインナーを見せたジャケットにジーンズ、村瀬は前釦を止めたジャケットに茶色のスカートというスタイル。但し、イラストで村瀬が履いているブーツはゲームを進めて自分で買わなければ手に入らないため、当面はイラストとは異なった姿となる。
元々、桜子には一回限りのパチンコ勝負というつもりで頼まれていたが、パチンコに目覚めた彼（彼女）は以降もパチプロとして生きていく事になる。工場を取り戻した後は桜子の母を探す依頼を受けて天釘町へ向かい、数々のパチプロとの戦いを経て、自身もパチプロとして成長していく。
終盤、桜子誘拐事件を経て長谷部将士に見込まれ、長谷部商事への入社を勧められる。奇しくも入社試験日は大きなパチンコ勝負と同日であり、パチプロとして勝負の世界で生き続けるか、就職して堅気に戻るかの選択を迫られる。ここでどちらを選んだかでエンディングが異なる。
勝負に向かった場合、強豪パチプロ達との対決に臨むが、黒幕である長谷部義明の介入で勝負は中断。崩れる渡り廊下から長谷部と共に落下し、彼の運命を決めることになる。事件後、パチプロとしての腕を磨く為に旅立ち、2年の時を経て桜子の元に戻ってくる。
東京スポーツ夕刊で連載されていた小説版では椎名を主人公として描かれていたが、最初の神谷との勝負に乾の横槍が入らず惨敗するという展開であった。同小説によると母子家庭で、兄が自身の進学を諦めてまで高校に行かせてくれていたと言う。
小川 桜子
声：小林恵美
メインヒロイン。主人公の同級生で18歳。家族思いの健気な少女。実家は小さな自動車修理工場で、父の跡を継いで一人前の修理工になるのが夢。学生時代から修理に携わっており、その分野では非凡な才能を持つ（場合によっては『R-TYPE』に登場する次元戦闘機すら開発してしまうほど）。椎名とは在学中はそれほど親しかった訳ではなく彼も君付けで呼ぶ。村瀬の場合は早弁仲間であり、当初から「杏子」「桜子」と呼び合う仲。私服はイラストではピンクのシャツとデニムスカートに運動靴だが、ゲーム中は制服時から靴が変わらないため、革靴を履いている。
失った家と工場を取り戻すため、主人公にパチンコ勝負を依頼する。家と工場を取り戻した後は消息を絶った母を捜す事を主人公に頼む。しかし母が見つかったと同時に父が病に倒れ、更に工場を火事で失うと言う不幸の連続に見舞われる。それでも喫茶店のアルバイトで工場を立て直し、父の退院を待とうとするが今度は一連の事件の黒幕である長谷部義明に誘拐される。しかし新たな事実を知った長谷部義明の思惑により、主人公が長谷部商事に乗り込んだ時には既に解放されていた。父の退院でようやく日常が戻ってきたのもつかの間、自分の出生の真実を知らされ、更には父の死に直面するがその悲しみを乗り越え、工場を受け継ぐ事を決意する。
交際はエンディング後に可能。男女どちらの主人公でも恋人になれる。「鬼畜」な性格が好きという変わった趣向を持つ。
リリー 松嶋
声：立野香菜子
「吸血鬼」と呼ばれる凄腕のパチプロ・神谷の秘書。あやしい雰囲気を持つ美女。
実は、彼女自身も「紅の戦慄」の異名をもつ凄腕のパチプロ。抜群のドライビングテクニックも有する。ある目的を持っており、その為に主人公の前に現れ、彼（彼女）を導く。
実は長谷部義明の姉であり、本名は松嶋梨恵。両親の死後に海外に引き取られた為、後に長谷部の養子となった弟とは別々の人生を歩んでいた。両親の死の原因とも言える神谷の事は憎いと思いつつも、弟にはいつまでも過去に縛られてほしくないと考えている。
桜子と同じく、男女どちらの主人公でも恋愛可能。
乾
声：川原慶久
「ハイエナ」の通り名で呼ばれるパチプロであり、神谷に次ぐ実力の持ち主。34歳。その名の通り獲物を見つけたら骨までしゃぶり尽くすまで付きまとう。勝つ為なら手段を選ばないのが方針だが、堅気の人間には手を出さないらしい。神谷との勝負で横槍を入れて一方的に主人公に10万玉の貸しを作り、以来、何かと主人公に近づいてくる。10万玉の返済は任意だが、完済した場合は必殺技を教えてくれる。
最終決戦でも神谷、須藤と共に対戦相手の一人となるが、長谷部義明が旅館に火を放った事で勝負どころではなくなる。しかし主人公と神谷が勝負をやめようとしなかったため、再び電源を落として強制的に中断させた。
女性主人公では条件を満たせば交際を申し込む事ができる。ピクルスが苦手。
小川 則夫
声：菅原淳一
桜子の父の自動車修理工。知り合いの連帯保証人になったことで家と工場を失った上、妻の美佐子も出て行かれ、酒びたりの毎日を送っている。工場が返ってきた事で心を入れ替えて働き出すがすぐに病に倒れる。
後に退院し、桜子が立て直した工場に帰ってくる。しかし長谷部が訪れた事で桜子とは血が繋がっていない事実を当の桜子自身に知られる事となる。それでも桜子の事は本当の娘だと思っていると主人公に語った。その翌日、容体が急変。桜子が自分の技術をしっかりと受け継いでいる事を確認し、彼女が自動車の修理を成し遂げる様子を見守りながら息を引き取る。
小川 裕太
声：本井えみ
桜子の弟。小学生。プロ野球選手になるのが夢。続編では中学生に成長し、超高校級中学生ピッチャーと呼ばれるまでに到っている。
谷口 芳子
桜子の叔母。則夫の姉に当たる。家を失った桜子たちを家の物置に住まわせている。
小川 美佐子
声：前田ゆきえ
桜子の母。とある事情から桜子たちの許から去る。
吉川 宏（男）/吉川 宏美（女）
声：大橋佳野人（宏）/秋田まどか（宏美）
主人公の元同級生（主人公の性別で登場キャラクターが変化）。大手企業の長谷部商事に就職した。それを鼻にかけ、進路の決まっていない主人公を見下した態度をとる。しかしゲームを進めると主人公を合コンに気前良く誘ってくるようになる。社内評判は悪く、2年後の長谷部商事でも全く成長してないことを嘆かれている。
神谷
声：麻生智久
「吸血鬼」の通り名で呼ばれる最強のパチプロ。すべてが謎に包まれている。
本編中には二回戦うが、どちらも決着が付くことなく中断してしまう。エンディング後に条件を満たすことでたった一度だけ勝負する事が可能。
浅野 真治
声：渡邊正幸
工場町の塚内町で養鶏場を営んでいる青年。真面目で仕事熱心だが、突然の不幸がきっかけでパチプロの世界と関わることになる。第28回天釘町パチンコバトルロイヤルで浅野が賭けた相手に主人公が勝つか負けるかによって彼の人生が大きく変わる。
女性主人公では彼が養鶏場を再建するように進めれば恋愛が可能。
大島 豪
声：蓮池龍三
「天釘町の白鷺」と呼ばれるパチプロで、天釘町のパチプロの中では「顔」的な存在。繁華街の天釘町を拠点にし、かなりあくどいやり方で荒稼ぎをしている。「逆さ男」というイベント専用のパチプロ必殺技を持っている（実際は舎弟のヤスから玉を直接奪うという、ただの反則）。不幸に陥った浅野をパトロン（という名目の負債の肩代わり）として利用し、自身にはダメージが降りかからないという状況で主人公との勝負に臨み、勝負後は結果がどうあれ悠々と去っていく。彼の無法を止めるべく行動していたリリーと乾も作中で明確な行動を取っている描写は無い。
恋愛イベントの対象でもあるが、男性主人公でのみ攻略可能。（女性主人公での合コンには現れるが、攻略は不可能）
石川 康勝
声：疋田高志
大島の子分。「銀玉火縄銃のヤス」と呼ばれるパチプロ。イベントでたびたび対戦することになり主人公をライバル視する。チンピラ風の男だが純真で、後に桜子に好意を持つ。第28回天釘町パチンコバトルロイヤルでは大島を上回る強さを見せつけたが、逆に大島の怒りを買ってしまい、パチンコ必殺技「逆さ男」を使われ玉を全部奪われ予選落ちしてしまう、それ以来大島とは縁を切ったらしい。パチプロ必殺技は「燃える魂」。
女性主人公では恋愛イベントが用意されている。
長谷部 義明
声：川村拓央
長谷部商事副社長。工場を失った桜子に親身に接し、長谷部商事への入社を勧める。
実はリリーの実の弟であり、工場の乗っ取りや放火と言った一連の事件の黒幕である（放火は彼の指示を勘違いした藤原の独断である）。かつてパチンコ勝負で両親を自殺に追い込まれた為、その時に負けてはいけない勝負に負けた東と、負かしてはいけない相手を負かした神谷への復讐を目論み、桜子を利用しようとしていた。
最後は山乃上旅館に火を放ち、混乱に乗じて神谷を殺そうとするも、リリーが姉の梨恵である事に気付き動揺。火事で崩れた渡り廊下から主人公と共に転落する。その後の主人公の選択で運命が分かれ、助けた場合は警察に出頭する。助けなかった場合は川に流されて行方不明になる。
藤原 秀麻呂
声：奈良徹
桜子の工場を奪い、パチンコ勝負を持ちかけた張本人。最強のパチプロである神谷を雇って圧勝しようとしたが、乾の横槍によって勝負は無効となり、代わりに雇ったのが最弱のパチプロであった為、敗北。工場を奪い返される。
実は長谷部義明の命令で動いており、義明の目的が土地であると勘違いして工場に放火した。事件後は行方をくらますが4年後が舞台の『6』で再び暗躍する。
長谷部 将士
声：緒方賢一
長谷部商事社長で、義明の養父でもある。かつては自動車修理工であり、小川則夫と同じ工場で働いていた。
実は小川美佐子の元夫であり、桜子の本当の父親である。しかし離婚時に美佐子が身籠っていた事は知らず、桜子が自分の娘である事にも気付いていなかった。
東
声：緒方賢一
主人公の通っていた八原高校の用務員で「おじい」の呼び名のパチプロ。かつては「ジャッカルの鉄次」と呼ばれた最強のパチプロであり、乾の師匠でもあったが、当時新人だった神谷に敗れてからは落魄れていた。その敗北が原因で両親を失った義明に憎悪を抱かれている。「銀河九天落とし」と言う単発大当たりを引き当てる必殺技を持つが普段は封印して正体を隠しており、義明にも行方が掴めなかった。パチンコバトルロイヤルで正体を現した後は登場しなくなるが、人物相関図では義明に殺害された旨が書かれている。孫がいるらしい。
須藤 真幸
声：山本兼平
『1』～『3』の主人公(『4』の主人公である須藤真幸とは別人設定)。「銀玉の狼」と呼ばれる強豪パチプロ。乾が「ヤツとやるんなら気をつけることだ」と主人公に忠告するほどの実力の持ち主。
第28回天釘町パチンコバトルロイヤルで大島に勝った場合、最終決戦時に初めて姿を現し、エンディング後にパチンコ店で改めて勝負を挑む事が出来る。パチプロ必殺技が『2』『3』の「銀狼咆哮弾」から（確変を含む）大当たりを即座に引き当てる「銀玉の咆哮」へと変更されており、旧作に比べ口数が少なくクールな性格になっている。
本作と次回作では赤いシャツとサングラスをトレードマークとしてる。
今田幸俊
声：渡邊正幸
はぐれ鳥と呼ばれる最弱クラスのパチプロ。藤原に神谷の代わりとして雇われパチンコ勝負に出たが、主人公に敗北する。ゲームを進めるとパチンコ店で勝負を挑む事ができる。
春日 みさき
声：岡村紀央美
八原神社の巫女。元々は『2』『3』に登場したヒロインの一人だが、同作のようにパチンコを打ちに行っている設定は無い。男性主人公の場合の恋愛対象だが、女性主人公の場合は彼女の父親と付き合う事が出来る。『6』にも一応登場するが特にイベントは無く、名前も出てこない。

### パチプロ風雲録6〜情熱篇
椎名 銀次（男）/村瀬 杏子（女）
前作に引き続き、主人公を務める。22歳。前作で高校卒業と同時にパチプロの世界に足を踏み入れ4年、今では名前の知られるパチプロ。男主人公は一人称が「僕」から「俺」になっている。今作では説明書や公式サイトのあらすじではいずれも「椎名銀次」と書かれており、パッケージ裏や公式サイトの集合絵、タイトル画面のシルエットなどいずれも椎名が描かれており、村瀬についてはほぼ触れられていない。初期の服装は椎名は配色は異なるが『4』の須藤に近い服装に、村瀬はワンピースではないが『4』の村瀬を思わせるノースリーブの恰好をしている。
とある大きな勝負で八百長の疑いをかけられ、命からがら逃げ出す。リリーに川へと突き落とされた後に塚内町に流れ着き、劇団あさがおの面々に助けられ、以降は彼らと交流を深めていく。その後はパチプロになった圭介を連れ戻すべく行動していたが、沙弥香の死をきっかけに今度は逮捕された千夏を救う為と、沙弥香殺害の犯人を捜して奔走する。
最後は美里から兄の暴走を止めるように頼まれ、一連の事件の犯人である菅（梶）と対決する事になるも、決選前夜に千夏からパチプロをやめるように懇願される。受け入れた場合はそこでエンディングを迎えるが、受け入れなかった場合は豪華客船シルバームーン号にて梶と決着をつけ、梶の仕組んだ最後の罠から千夏を救う為に劇場へ向かって駆け出す。身を挺して千夏を庇い、背中をナイフで刺されて一年間の昏睡状態に陥るも一命を取り留める（庇わなかった場合は千夏は刺されて死亡する）。
三浦 千夏
声：秋田まどか
今回のメインヒロインで、劇団あさがおの劇団員。川を流れてきた主人公を助けた。事情を察して主人公の素性は聞かず、更には主人公の事も自分で考えた偽名で呼ぶ為、その正体も本名も知らない。父が悪徳パチプロだった上に母に苦労を掛けていた為、パチプロを強く嫌っている。劇の稽古が無い時は八原町のパン屋でアルバイトをしている。年齢は特に記載されていないが、飲酒の描写があるので少なくとも20歳以上。
成り行きで劇団の一員となった主人公と共に演劇に励んでいたが、沙弥香が殺害された際に容疑者として逮捕されてしまう。後に別の容疑者が捜査線上に浮上した為に釈放され、劇団に復帰。間もなく主人公の正体を知り、嫌悪するパチプロであったと同時に圭介が昏睡に陥った原因を作った主人公の事を拒絶するようになる。しかし時間を置く事でそれまでの主人公と過ごした日々を思い出し、態度を軟化させる。決戦前夜、主人公に想いを打ち明け、パチプロをやめるように訴える。
エンディングでは主人公の行動次第で生死が分かれる。助けなければ当然エンディング後には登場せず、交際する事も出来ない。逆に千夏が生きている場合は（男女どちらでも）彼女と交際できるが、圭介は目を覚ます事が無い為彼とは交際不可となる。
三浦 圭介
声：川村拓央
千夏の弟。悪ぶっているが気弱な面もある。高校卒業後に進路が決まらなかった為、千夏の勧めで劇団あさがおに入ったが、本人は演劇に興味は無く、パチプロに憧れている。劇団内でも傍若無人な振る舞いで周囲を振り回し、公演当日に劇団を飛び出して菅に弟子入りし、パチプロとなった。「黒い稲妻」の異名を取り、外見も以前とは別人のようになるが劣悪な態度は変わらず、主人公と勝負する事になる。パチプロに憧れているのは幼かったが故に父の実態を知らず、「パチンコの腕ひとつで生きていくなんて、なんかかっこいい」という理由によるもの。
パチプロになった後は菅に傾倒しており、妄信的に彼に付き従っている。菅に殺人容疑が掛かった際は「自分のパチプロの腕を証明すれば菅の疑いを晴らせる」と言う全く理に適っていない理由でパチンコバトルロイヤルに挑んだ。しかし梶が圭介の台に細工していた為、大当たりが出ず大差で最下位となってしまう。パチンコの世界から追放され、彼に賭けていた観客達のリンチを受けて昏睡状態に陥ってしまった。
千夏が死亡した場合のみエンディング後に目を覚ます。女主人公であれば交際が可能。
梶 博哉
声：山本兼平
劇団あさがおの主催者。演出・脚本を手がける。頼りなさが漂うが、こと演劇に関しては情熱と実力を見せる。
しかし実は菅尚仁と同一人物であり、長い前髪で火傷の痕を隠している。劇団あさがおは元々彼の両親が主催していたが、かつて一人のパチプロに騙された事がきっかけの火事で両親と劇団を失った。顔の火傷はこの時に妹の美里を助けた時に負ったものである。その後、美里と共に劇団を建て直すも、今度は事故で美里が脚の自由を失い、その手術代を稼ぐ為に菅尚仁と言う裏の顔でパチプロとなった。
元々、三浦姉弟を復讐の対象と見ていた訳ではないが、千夏と主人公の会話を偶然聞いた際、そこで千夏達の父親こそが自分達の全てを奪った元凶のパチプロではないかと疑念を抱き、後に千夏の部屋で写真を見たことで確信。更にそれを目撃した沙弥香を咄嗟に殺害してしまった事で後に退けなくなり、憎きパチプロの子である千夏と圭介を破滅させるべく暗躍していた。
シルバームーン号での決戦で主人公に敗北するが、その代償として藤原が美里を売ろうとした為に逆上し、仕掛けていた爆弾を爆発させて船を沈没させる。最後は自身が仕掛けた最後の罠（劇のラストシーンで千夏が演じるヒロインを刺す小道具のナイフを本物とすり替えた事）の存在を主人公に知らせ、高笑いを上げながら藤原を道連れに船と運命を共にした。その後の生死は不明。
作中で梶の書いた脚本は「家も姉も失った青年が元凶たる貴族に復讐すべく、その娘に恋人として近付き、殺害する」という、彼自身の境遇と重ね合わせたようなものだった。
望月 沙弥香
声：的井香織
劇団あさがおの女優で、劇団のお姉さん的存在。主人公にも当初から好意的で、いち早くパチプロである事に気付くがそれまでと変わらず接してくれる。しかし物語中盤、梶が千夏の部屋を物色していた所に偶然鉢合わせ、口封じの為に殺害されてしまう。男女どちらの主人公でも交際が可能だが、期間が限られている。
鯖江 貴史
声：小川一樹
劇団あさがおの主演男優。日中は劇団員として稽古に励み、夜はホストクラブで働いている。素性の知れない主人公に不信感を抱いている。
エンディング後に女主人公でのみ交際可能。
富田 武
劇団あさがおの大道具担当。梶とは15年来の付き合いである。
エンディング後に女主人公でのみ交際可能。
菅 尚仁
冷徹で狡猾な打ち筋から「八原の狐」と呼ばれるパチプロ。顔に火傷の痕を持つ。圭介をパチプロの世界へと引き入れることとなる。その正体は梶博哉であり、同時に物語開始前に主人公と対決したパチプロでもある。『6』のラストボス。
必殺技は前作でジャッカルの鉄次こと東が使用した「銀河九天落とし」と言う単発大当たりを引き当てる技を持っている。
リリー 松嶋
パチンコの裏社会に通じる謎の女性。前作の事件で過去に折り合いを付け、それ以降主人公の面倒を色々とみているらしい。
梶 美里
声：田中繭子
梶の妹。嘗ては劇団あさがおの劇団員だったが、事故で脚の自由を失い、出玉病院に入院して車椅子生活を送っている。
エンディング後に男女どちらの主人公でも交際が可能。
乾
「ハイエナ」の異名を持つパチプロ。パチプロの世界では一目置かれる存在で、神谷亡き現在では最強のパチプロとして君臨している。塚内町のプレハブパチンコ店に巣食っているが、打っている姿を見ることはなく一日中他人の打ち筋を見ている。今回も掴み所の無い行動で主人公を翻弄する。
須藤 真幸
旧3部作の主人公である「銀玉の狼」。本作でも超一流のパチプロとしてパチンコバトルロイヤルに参加する。
小川 桜子
前作のメインヒロインで主人公の同級生。22歳。前回の事件の後から父の遺した修理工場を切り盛りしており、塚内町に戻ってきた主人公と再会を果たす。今回はメインのストーリーには絡みはしないが、イベントが用意されており、前作から引き続き登場する人物の中でも唯一恋愛可能なキャラである。私服は前作を踏襲しているが、季節に合わせて半袖になっている。前作同様自転車の修理や次元戦闘機の開発も手掛ける。
吉川 宏（男）/吉川 宏美（女）
前作登場した主人公の元クラスメイト。相変わらず長谷部商事で働いている事を鼻にかけ、パチプロを続ける主人公をバカにする。しかしストーリーが進むと前作同様、主人公を気前良く合コンに誘ってくる。
前作で美人局の被害に遭ったが、まだ懲りておらず今作でもほぼ同じような手口で結婚詐欺に引っ掛かる。
秋本刑事
声：高宮武郎
出玉署の刑事。殺人容疑が掛けられた千夏を逮捕する。元々は『絶体絶命都市2』のキャラだが、憔悴する千夏への面会を主人公に頼んだり、より疑いの強い容疑者が浮上すればすぐにそちらの捜査に切り替えるなど、容疑者の殺害を目論むほど異常な憎悪を抱いていた同作と違って理性的な行動を取っている。

### パチプロ風雲録・花 〜希望と裏切りの学園生活
主人公（プレイヤー）
声：山本兼平
「ゴールドライセンス」を持つパチプロ。能登さくらに頼まれ、パチプロを目指すためのコーチを引き受ける。さまざまな苦難を乗り越えながら、さくらを一人前のパチプロとして育て上げていく。プレイヤー自身ではあるが、ある程度キャラ付けがされており、さくらの力になるべく熱血な指導を行っている。
能登 さくら
声：能登麻美子
パチプロ養成所の研究生。20歳。パチプロである父親にあこがれてパチプロ養成所に入所したが、成績が振るわず落ちこぼれ、いじめられている。パチプロであるプレイヤーの腕を見込んでコーチになるように依頼してくる。パチプロとしての元々の要素はある模様。
パチプロ7（辰巳出版）連載の漫画版では主人公に出会う前の彼女が描かれているがストーリーの展開上、本編開始前にもかかわらず強豪パチプロと渡り合っている。
白峰 綾女
声：成田友絵
大富豪である白峰財閥の令嬢。パチプロ養成所の研究生の中でずば抜けており、すでにプロ級であるとの呼び声も高い。他人を見下すようなところがあり、特にさくらに対しては常にきつくあたっている。
中島 絵里花
声：遊木かざや
物静かでおとなしい、パチプロ養成所の研究生。さくらの唯一の親友であり、養成所内でたった一人の理解者である。さくらと同様、パチンコの成績はあまり芳しくない。
和倉 あかね
声：谷合律子
『らぶ・エクスチェンジ』のヒロインの一人。銀玉会館でアルバイトに励む女子大生。パチパラ神社の巫女でもある。『消されたライセンス』にも登場する。
山代 向日葵声：亜城めぐ
『らぶ・エクスチェンジ』のヒロインの一人。大活躍中のパチプロアイドル。子どもっぽいキャラクターを演じているが、しっかり者。『消されたライセンス』にも登場する。
片山津 藍声：坂戸こまつな
『らぶ・エクスチェンジ』のヒロインの一人。「Bar Ran」のオーナー。サバサバとした性格で、大人っぽい雰囲気と色気を持つ。『消されたライセンス』にも登場する。

### パチプロ風雲録・花 〜消されたライセンス
能登 さくら
声：能登麻美子
前作のヒロインで、本作の主人公の一人。2年前にライセンスを取得したばかりの新人パチプロ。22歳。パチプロとしての腕を磨きながら、行方不明となった父親を捜している。今作ではブラックホースの構成員と疑われ、PACHIから追われる身となる。
加賀 梅太郎
声：浜添伸也
主人公の一人。PACHIの新米調査員であり、ある事情によりブラックホースに深い憎しみを持っている。元陸上部。
鮫島 剛三
声：高宮武郎
「PACHI」の調査官で、加賀の上司。非常に頑固な性格で、加賀をいつも叱咤している。
亀山 優里
声：松久有理
ライセンスを持つパチプロで、加賀の婚約者。パチンコの腕は一流で、将来を嘱望されていたが、現在は失踪している。
海老原 康夫
声：熊谷勇希
能登さくらの父親の古くからの友人で、現在はパチプロとして成功を収めている。46歳。パチプロ界を古くから支えているパチプロ界の重鎮。ブラックホースの標的の有力候補であるため、PACHIの警護を受けている。
情報屋（？）
声：伊藤達彦
謎の情報屋。さくらの父親の居場所を知っているらしい。
YUJI
声：加藤朗史
女性に大人気の若手パチプロ。実力はそこそこだが、その抜群のルックスでトップパチプロの座に登りつめた。
ブラックホース
ショービジネスとなったパチンコ勝負を否定し、パチプロ界の粛清を唱える謎の組織。“パチンコ勝負とは命を懸けた真剣勝負である”と訴え、目的達成のためには手段を選ばない。相次ぐパチプロの失踪への関与も疑われている。
ちなみに前作のオープニングにブラックホースのマークと『5』『6』の主人公男女二人、乾、リリー松島のシルエットが確認できるが、ブラックホースに関与しているかどうかは不明。
PACHI（パッチ）
パチンコ勝負調査局。パチプロライセンスおよびパチンコ勝負に関する管理・調査を行っている公的機関。謎の組織ブラックホースを追っている。

### パチプロ風雲録・花 〜孤島の勝負師たち
能登 さくら
声：能登麻美子
前作に引き続き主人公を務める。3年前にパチプロライセンスを取得したパチプロ。23歳。勝気な性格で、相手が誰でも物怖じしない。ようやく手にしたワールドカップ出場に向け意気込んでいる。
卯月 まゆ
声：金元寿子
さくらを慕い行動を共にするパチプロ。23歳。人見知りで控えめな性格だがさくらの前では明るい一面も見せる。中盤までのさくらのパートナーであり、選択肢によってさくらの呼び方が変わり、更に特定の選択肢を選んだ時の反応が変わる。
その正体はゲームマスターの手先で、最強のパチプロとなるために自ら人間をやめた「パチプロサイボーグMAYU」。クライマックスにて正体を明かし、さくらと対決する。
鼠谷
いかだで島を脱出しようとするグループの一人。おしゃべりが大好きで、独特の言葉遣いでひたすら喋る。裏表の無い明るい性格で、楽しい勝負がモットー。
牛島
鍛え上げられた筋肉を持つ肉体派マッスルパチプロ。身体能力だけでなく、知性にも優れ、「筋肉バカ」という言葉を何よりも嫌う。強い敵との勝負を愛する。
虎山
声：加藤朗史
凶暴で攻撃的、かつ非常に冷酷なパチプロ。パチンコ勝負の腕も超一流。どんな相手にも臆することなく勝負を挑み、勝利を重ね続けている。勝負に勝ち続けることだけが自らの存在意義であると考え、パチンコ勝負を繰り返す。サバイバルパチンコゲームに積極的に参加し、さくらや他のパチプロ達を執拗に追い回す。
龍次
声：林竜多郎
チンピラ風のパチプロ。自らを「龍次様」と呼び、やたらと威勢は良いがパチンコ勝負の腕前は三流レベル。だれかれ構わず喧嘩を売るが、大抵、打ちのめされている。
蛇川
円熟した妖艶さを醸し出すセクシー女パチプロ。頭の回転が早く、非常にサバサバした性格で誰に対しても媚びないが、金目のモノにめっぽう弱い。
一馬
声：川島章吾
世界平和と恋人の羊子だけをこよなく愛するパチプロ。「パチンコ勝負はエンターテイメント」と唱え、臆病で勝負を好まない性格だが、実は虎山を苦戦させるほどの腕前を持っている。
羊子
世界平和と恋人の一馬だけをこよなく愛するパチプロ。一馬と同じく臆病で勝負を好まない性格だが、その実力は一馬をもしのぐ。
猿渡
声：川島章吾
女好きのちょいワルドクター。一流の医師でありながらパチプロとしても活躍する。派手好きだが自分以外には一切お金を使わない。プライドが高く負けず嫌い。実は妻子持ち。
鳥居
いかだで島を脱出しようとするグループの一人。占い師の顔を持ち、「自称」予知能力アリだが、悪い予感しか的中しない。勝負に関してもやや消極的。
犬飼
声：浜添伸也
いかだで島を脱出しようとするグループのリーダー。会社を経営しながらパチプロを続けるエリートで責任感が強く人望も厚い。爽やかで真面目な熱血漢。
猪俣
いかだで島を脱出しようとするグループの一人。甘いモノに目が無く、常にお菓子を携帯している。人付き合いが苦手で臆病だが、パチンコ勝負の実力は高い。
キャット内海
声：北浜寛人
突然さくらの前に現れたかなり怪しげな謎の男。1965年生まれ。幽霊が苦手。島のことに詳しいようだが、やたらと偉そうな口ぶりでさくらに勝負を挑む。実は3年前のパチンコサバイバルゲームの参加者で、ゲーム中に起こった事故の中偶然生き残り、その後ゲームマスターに気付かれることなくずっと身を潜めていた。中盤からのさくらのパートナーであり、選択肢によってさくらの呼び方が変わり、更に特定の選択肢を選んだ時の反応が変わる。

## 主題歌
パチプロ風雲録5、6主題歌「花」作詞・作曲・唄 - 飯田舞 / 編曲 - 東大黒、海老原博
パチプロ風雲録5、6挿入歌「深呼吸」 / 「明日へ」作詞・作曲・唄 - 飯田舞 / 編曲 - 東大黒、海老原博